# Hans Cromme
Johannes „Hans“ Maria Cromme (* 25. April 1904 in Damme; † im 20. Jahrhundert) war ein deutscher Ingenieur und Manager.

## Leben
Cromme war der Sohn des Apothekers Karl bzw. Carl Julius Cromme (1869–1934) und dessen Ehefrau Antonia, genannt Toni, geborene Bothe (1875–?). Zu seinen Brüdern zählten der Apotheker und Politiker Anton Cromme und der Ingenieur und Senator Carl Cromme.
Nach dem Studium des Maschinenbaues und der Elektrotechnik arbeitete er zunächst fünf Jahre als Produktingenieur bei Siemens. 1935 trat er bei Pollux in die Firma ein. Cromme war nach dem Zweiten Weltkrieg Hauptgeschäftsführer der Pollux GmbH, einer Wassermesser- und Armaturenfabrik.
Sein Neffe ist Gerhard Cromme.

## Auszeichnungen
- 1969 – Bundesverdienstkreuz 1. Klasse